# Štrba
Štrba (în germană Tschirm; în maghiară Csorba) este o comună situată în Slovacia de nord, la poalele munților Tatra Mare, la 16 km vest de Poprad și 40 km est de Liptovský Mikuláš. De comună aparține lacul și localitatea Strbske Pleso (Tschirmer See).

## Demografie
| An:                | 1994 | 2004   | 2014   | 2024   |
| ------------------ | ---- | ------ | ------ | ------ |
| Număr de persoane: | 3844 | 3653   | 3543   | 3337   |
| Diferență:         |      | −4,96% | −3,01% | −5,81% |

| An:                | 2023 | 2024   |
| ------------------ | ---- | ------ |
| Număr de persoane: | 3352 | 3337   |
| Diferență:         |      | −0,44% |